# Copa COSAFA 2001
La Copa COSAFA 2001 fue la quinta edición del torneo de fútbol a nivel de selecciones nacionales de África del Sur organizado por la COSAFA y que contó con la participación de 12 selecciones asociadas.
Angola venció en la final al campeón defensor Zimbabue para ganar el título por segunda vez.

## Primera ronda
| 11 de febrero de 2001 | Suazilandia | 0–0 (2–1 p.) | Zambia | Somhlolo National Stadium, Lobamba, Suazilandia |  |

| 17 de marzo de 2001 | Botsuana | 0–1 | Malaui       | Botswana National Stadium, Gaborone, Botsuana |  |
|                     |          |     | Kanyenda 75' |                                               |  |

| 8 de abril de 2001 | Mauricio  | 1–0 | Namibia | Stade Anjalay, Pamplemousses, Mauricio |  |
|                    | Appou 87' |     |         |                                        |  |

| 29 de abril de 2001 | Mozambique | 0–3 | Sudáfrica                               | Estádio do Maxaquene, Maputo, Mozambique |  |
|                     |            |     | Ndlanya 25' · Nhleko 68' · Mazibuko 89' |                                          |  |

## Cuartos de final
- Zimbabue (campeón defensor), Angola y Lesoto clasificaron directamente.
- Zambia clasificó como el mejor perdedor de la ronda anterior.

| 10 de junio de 2001 | Angola        | 1–0 | Mauricio | Estádio da Cidadela, Luanda, Angola |  |
|                     | Quinzinho 12' |     |          |                                     |  |

| 24 de junio de 2001 | Lesoto        | 1–2 | Zambia                     | Setsoto Stadium, Maseru, Lesoto |  |
|                     | Ntsonyana 57' |     | Milanzi 18' · Kampamba 48' |                                 |  |

| 8 de julio de 2001 | Zimbabue                   | 2–1 | Suazilandia | National Stadium, Harare, Zimbabue |  |
|                    | Sibanda 26' · Jukulile 56' |     | Nhleko 72'  |                                    |  |

| 21 de julio de 2001 | Malaui            | 1–0 | Sudáfrica | Chichiri Stadium, Blantyre, Malaui |  |
|                     | Mabedi 83' (pen.) |     |           |                                    |  |

## Semifinales
| 18 de agosto de 2001 | Zambia     | 1–1 (2–4 p.) | Angola   | International Stadium, Lusaka, Zambia |  |
|                      | Nsofwa 36' |              | Akwá 11' |                                       |  |

| 25 de agosto de 2001 | Malaui | 0–2 | Zimbabue                 | Chichiri Stadium, Blantyre, Malaui |  |
|                      |        |     | Kasinauyo 21' · Dube 58' |                                    |  |

## Final
| 16 de septiembre de 2001 | Angola | 0–0 | Zimbabue | Estádio da Cidadela, Luanda, Angola |  |
|                          |        |     |          | Asistencia: 14.000 espectadores     |  |

| 30 de septiembre de 2001 | Zimbabue | 0–1 | Angola     | National Stadium, Harare, Zimbabue |  |
|                          |          |     | Flávio 87' |                                    |  |

## Campeón
| Copa COSAFA 2001  |
| ----------------- |
| Bandera de Angola |
| Angola 1º Título  |